# Regierung Liverpool

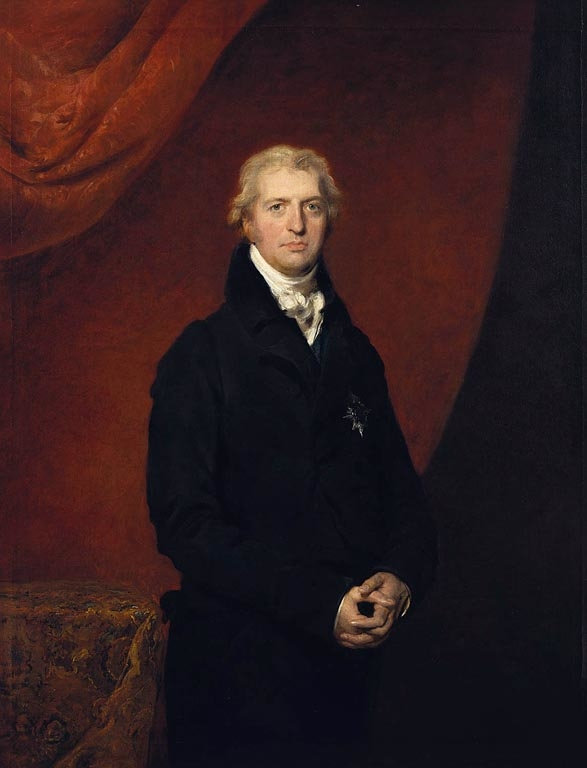
Robert Jenkinson, 2. Earl of Liverpool war zwischen 1812 und 1827 Premierminister.

Die Regierung Liverpool war die Regierung des Vereinigten Königreichs Großbritannien und Irland zwischen 1812 und 1827. Sie wurde am 9. Juni 1812 von Premierminister Robert Jenkinson, 2. Earl of Liverpool gebildet und löste die Regierung Perceval ab. Sie blieb bis zum 10. April 1827 im Amt, woraufhin die Regierung Canning gebildet wurde, und bestand ausschließlich aus Mitgliedern der konservativen Tories sowie überwiegend aus Mitgliedern der vorherigen Regierung.

## Unterhauswahlen
Während der Amtszeit der Regierung fanden vier Wahlen zum House of Commons statt, die alle von den konservativen Tories von Premierminister Liverpool gewonnen wurden. Bei den Unterhauswahlen vom 5. Oktober bis zum 10. November 1812 erhielten die Tories 400 der 658 Sitze und die liberalen Whigs von William Grenville, 1. Baron Grenville 196 Mandate, während 62 Sitze an andere Kandidaten entfielen. Bei den Unterhauswahlen am 4. August 1818 kamen Liverpools Tories auf 280 der 658 Mandate und die Whigs unter ihrem neuen Führer Charles Grey, 2. Earl Grey 175 Sitze, während 203 andere Bewerber in das House of Commons einzogen. Bei den darauf folgenden Unterhauswahlen vom 6. bis 14. April 1820 erhielten die Konservativen von Premierminister Liverpool mit 341 der 658 wieder eine absolute Mehrheit und Earl Greys Liberale 215 Mandate, während andere Bewerber nur nor noch 102 Abgeordnete stellten. Aus den Unterhauswahlen vom 7. Juni bis zum 12. Juli 1826 gingen die Tories des Earls of Liverpool mit 428 der 658 Abgeordneten als klarer Sieger hervor, während die liberalen Whigs unter der neuen Führung von Henry Petty-Fitzmaurice, 3. Marquess of Lansdowne 198 Sitze bekam und andere nur noch 32 Abgeordnete stellten.

## Kabinettsmitglieder
Dem Kabinett gehörten folgende Mitglieder an:
| Amt                              | Amtsinhaber                                                                                            | Beginn der Amtszeit                                       | Ende der Amtszeit                                              |
| -------------------------------- | --- | --------------------------------------------------------- | -------------------------------------------------------------- |
| Erster Lord des Schatzamtes      | Robert Jenkinson, 2. Earl of Liverpool                                                                 | 9. Juni 1812                                              | 10. April 1827                                                 |
| Schatzkanzler                    | Nicolas Vansittart Frederick Robinson                                                                  | 9. Juni 1812 31. Januar 1823                              | 31. Januar 1823 10. April 1827                                 |
| Kanzler des Herzogtums Lancaster | Charles Bragge Bathurst Nicolas Vansittart                                                             | 9. Juni 1812 13. Februar 1823                             | 13. Februar 1823 10. April 1827                                |
| Lordkanzler                      | John Scott, 1. Baron Eldon                                                                             | 9. Juni 1812                                              | 10. April 1827                                                 |
| Lordpräsident des Rates          | Dudley Ryder, 1. Earl of Harrowby                                                                      | 9. Juni 1812                                              | 10. April 1827                                                 |
| Lordsiegelbewahrer               | John Fane, 10. Earl of Westmorland                                                                     | 9. Juni 1812                                              | 10. April 1827                                                 |
| Innenminister                    | Henry Addington, 1. Viscount Sidmouth Sir Robert Peel                                                  | 9. Juni 1812 17. Januar 1822                              | 17. Januar 1822 10. April 1827                                 |
| Außenminister                    | Robert Stewart, Viscount Castlereagh George Canning                                                    | 9. Juni 1812 16. September 1822                           | 12. August 1822 10. April 1827                                 |
| Minister für Krieg und Kolonien  | Henry Bathurst, 3. Earl Bathurst                                                                       | 9. Juni 1812                                              | 10. April 1827                                                 |
| Erster Lord der Admiralität      | Robert Dundas, 2. Viscount Melville                                                                    | 9. Juni 1812                                              | 10. April 1827                                                 |
| Generalfeldzeugmeister           | Henry Phipps, 1. Baron Mulgrave Arthur Wellesley, 1. Duke of Wellington                                | 9. Juni 1812 1. Dezember 1818                             | 1. Dezember 1818 10. April 1827                                |
| Präsident des Handelsamtes       | Frederick Robinson William Huskisson                                                                   | 24. Januar 1818 21. Februar 1823                          | 21. Februar 1823 10. April 1827                                |
| Minister ohne Geschäftsbereich   | John Pratt, 2. Earl Camden                                                                             | 9. Juni 1812                                              | 1. Dezember 1818                                               |
| Präsident des Kontrollamtes      | Robert Hobart, 4. Earl of Buckinghamshire George Canning Charles Bragge Bathurst Charles Williams-Wynn | 9. Juni 1812 4. Juni 1816 12. Januar 1821 4. Februar 1822 | 4. Februar 1816 12. Januar 1821 4. Februar 1822 10. April 1827 |
| Münzmeister                      | William Wellesley-Pole                                                                                 | September 1814                                            | November 1823                                                  |